# Lettische Inlinehockeynationalmannschaft
Die lettische Inlinehockeynationalmannschaft repräsentiert den Lettischen Verband auf internationaler Ebene, wie bei der IIHF Inlinehockey-Weltmeisterschaft.
Zurzeit spielt die Mannschaft aus Lettland bei der Inlinehockey-Weltmeisterschaft in der sogenannten zweitklassigen Division I, für die sie sich 2014 zum allerersten Mal qualifizieren konnten. In der Qualifikation setzte man sich gegen die Mannschaften aus Irland und Mazedonien durch.

## Aktueller Kader
Kader bei der IIHF Inlinehockey-Weltmeisterschaft 2014 vom 1. Juni bis 7. Juni in Pardubice, Tschechien.
| 27      | Renars Kazanovs           | HK Kurbads               |
| 50      | Kristaps Kruze            | HK Zemgale               |
| Abwehr  |                           |                          |
| 8       | Rustams Begovs            | Dinamo Riga              |
| 55      | Janis Bullitis            | HK Zemgale               |
| 77      | Viesturs Cimermanis       | HK Zemgale               |
| 11      | Aleksandrs Fadejevs       | HK Prizma Riga           |
| 21      | Eduards Mitrovs           |                          |
| 96      | Dmitrijs Sancovojs        | HK Kurbads               |
| 93      | Pauls Zvirbulis           | HK Kurbads               |
| Angriff |                           |                          |
| 17      | Arturs Batraks            | HK Zemgale               |
| 5       | Uldis Buss                |                          |
| 29      | Vladislavs Konisevs       | HK Dinamo Juniors        |
| 7       | Artjoms Ogorodnikovs      | HK Zemgale               |
| 33      | Valdis Augusts Vasilonoks | EC Red Bull Salzburg U20 |

## Trainerstab
- Trainer:  Romans Glazkovs
- Manager:  Andris Antonevics
- Betreuer:  Ansis Rudzats